# Chorebus iridicola
Chorebus iridicola är en stekelart som först beskrevs av Charles Joseph Gahan 1919.  Chorebus iridicola ingår i släktet Chorebus och familjen bracksteklar. Inga underarter finns listade i Catalogue of Life.